# Mandala

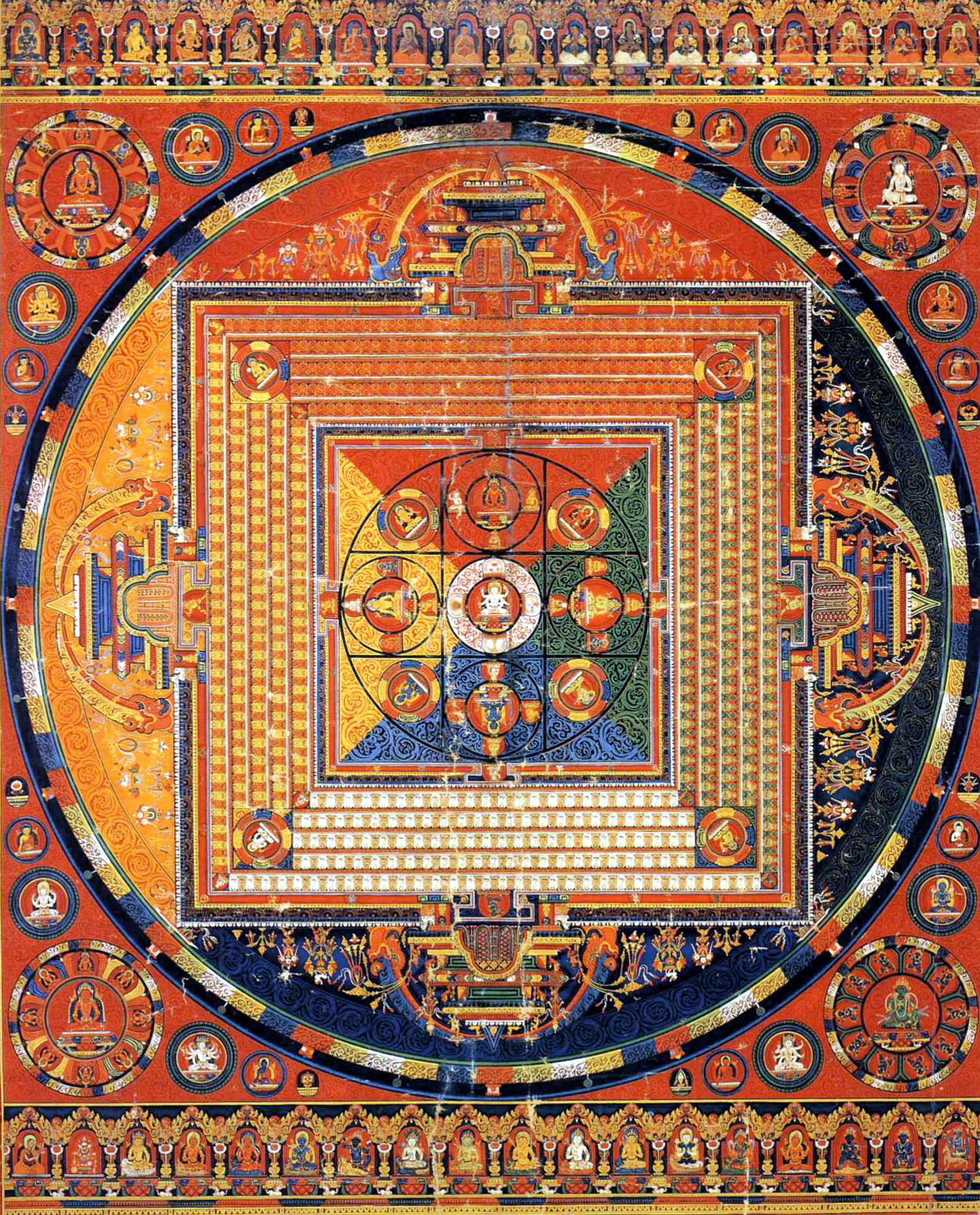
Mandala "Vajradhatu"

Mandala (Limba sanscrită: मण्डल Maṇḍala) constituie un simbol și totodată un ritual, originare din Hinduism și din Budism, reprezentând Universul. Mandala este o diagramă circulară ce păstrează cu rigoare o anumită simetrie care se concentrează cu toată forța asupra unui centru, având ca structură tipică împărțirea suprafeței în patru segmente egale. Termenul mandala este moștenit din limba sanscrită și în prezent desemnează variate forme de mesaj, unele foarte departe de punctul de plecare religios. Mandala este un cuvânt compus din doi termeni, manda și la. În sanscrită manda înseamnă cerc, dar și sferă, iar la are sensul de conținător.

## Interpretări psihologice occidentale
Conform  terapeutei prin artă și consilieră pentru vindecarea mentală, Susanne F. Fincher, reintroducerea mandalei în gândirea occidentală se datorează lui Carl Gustav Jung, psihanalist elvețian. În cursul explorărilor sale cu privire la legătura dintre inconștient și artă, Jung a observat motivul cercului apărând în mod spontan. Desenele cu reprezentări ale unor cercuri reflectau starea sa interioară din acele momente. Pentru că era familiarizat cu scrierile filosofice din India, a adoptat termenul de "mandala", descriind astfel desenele cu reprezentări ale unor cercuri, pe care el și pacienții lui le realizau.
Jung a explicat că nevoia de a desena mandale a apărut în timpul momentelor sale intense de dezvoltare personală. Apariția lor indică faptul că la nivelul psihicului are loc o profundă reechilibrare.
Jung era convins că pictarea mandalelor personale îl face pe individ să acționeze integral asupra personalității. El mai afirma că atunci când sinele reușește să se exprime prin desen, inconștientul răspunde determinând o atitudine de reverență față de viață. Când privim o mandala, ea ne armonizează forul interior, ne aduce liniște și pace, ne pune în echilibru, stimulează în noi idei creatoare, capabile să se orienteze spre un țel constructiv.
Octavian Simu, specialist în cultura și civilizația Extremului Orient, analizează evoluția istorică a mandalei și spune că în cultura occidentală, «mandala a fost definită și ca "psiho-cosmogramă"», având puterea de a atrage privirea spre centrul ei, altfel spus, spre unitate, spre divin și, în ultimă instanță, spre propriul nostru centru.

## Galerie

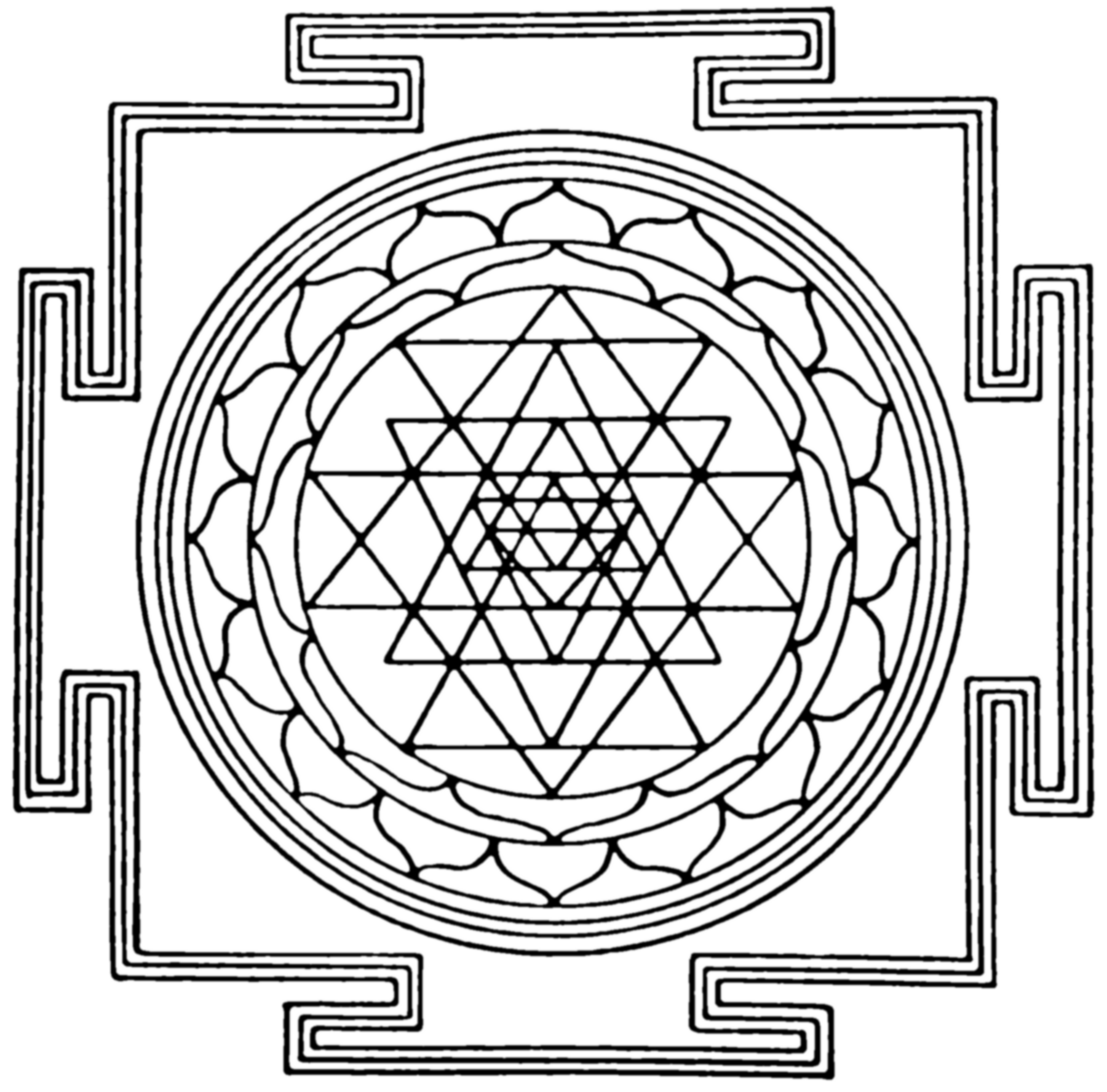
O diagramă reprezentând Sri Yantra, care la exterior înfățișează un pătrat, cu patru porți în forma literei T, iar în interior un cerc.
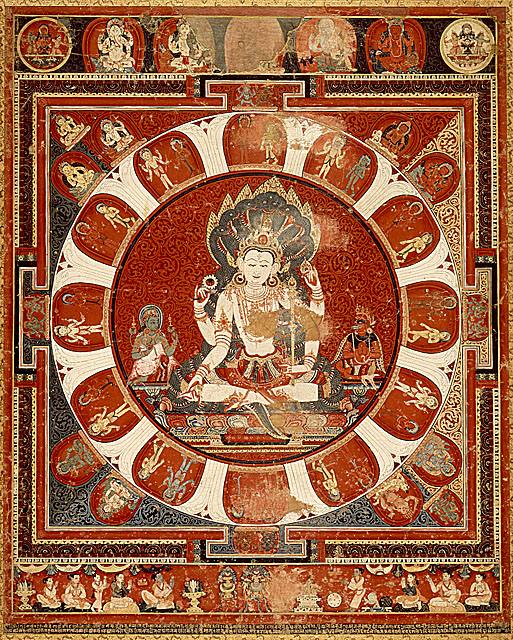
Mandala înfățișându-l pe zeul hindus Vishnu.
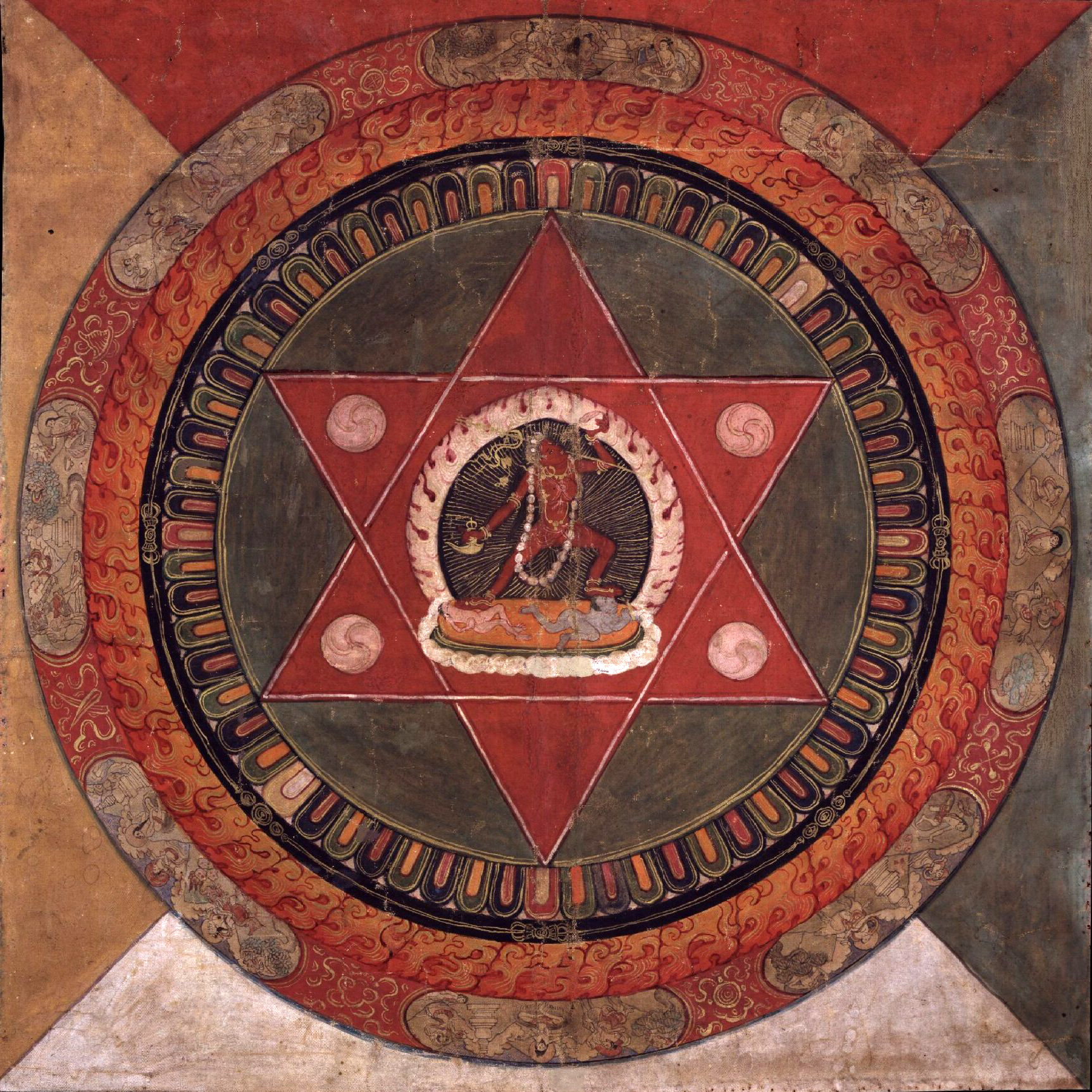
Mandala tibetană din tradiția lui Naropa, pictată în secolul al XIX-lea. O reprezintă pe Vajrayogini aflată în centrul a două triunghiuri roșii suprapuse. Rubin Museum of Art
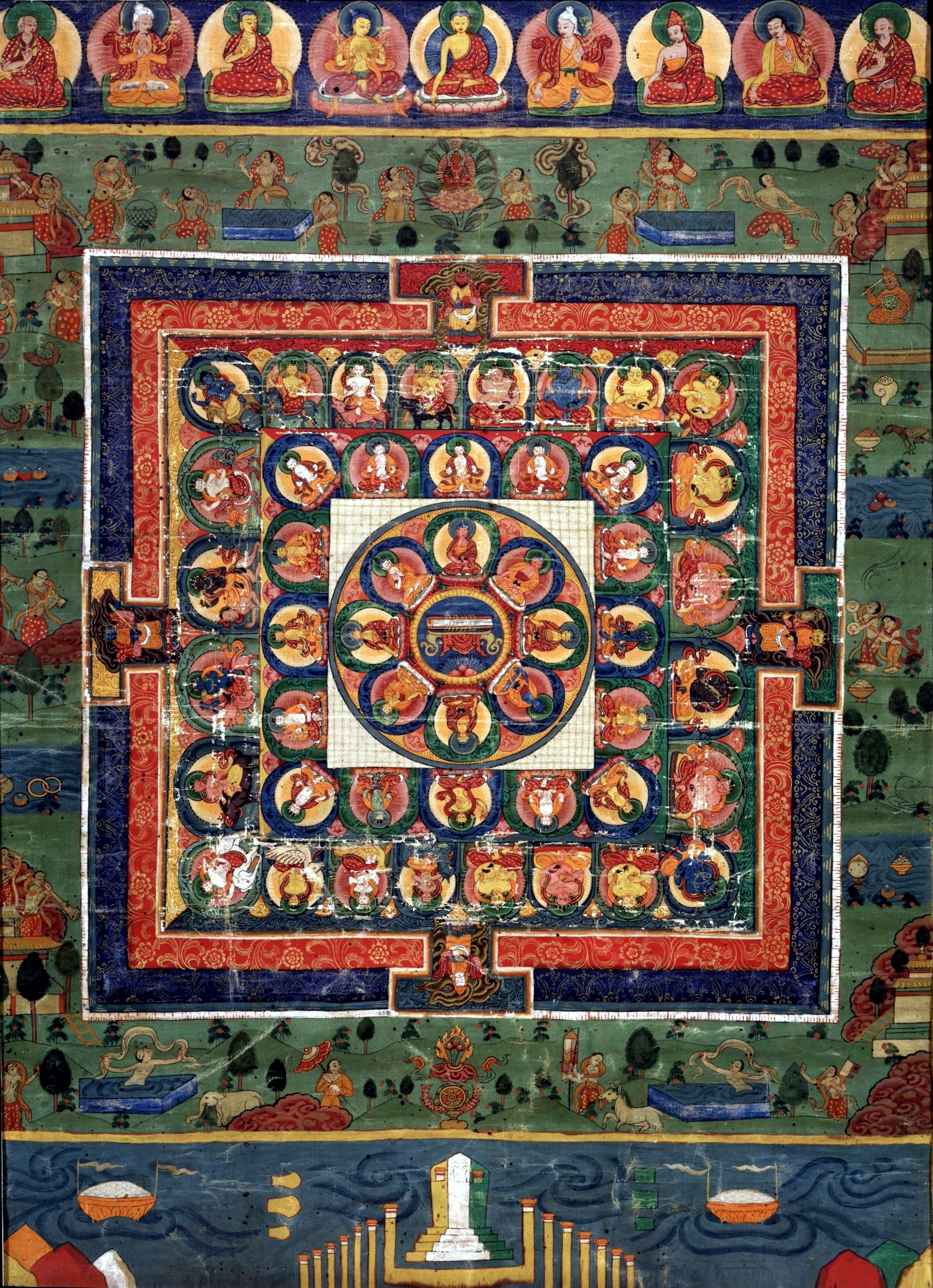
Mandala terapeutică budistă din Bhutan, având-o în centru pe zeița Prajnaparamita. Pictură din secolul al XIX-lea. Rubin Museum of Art
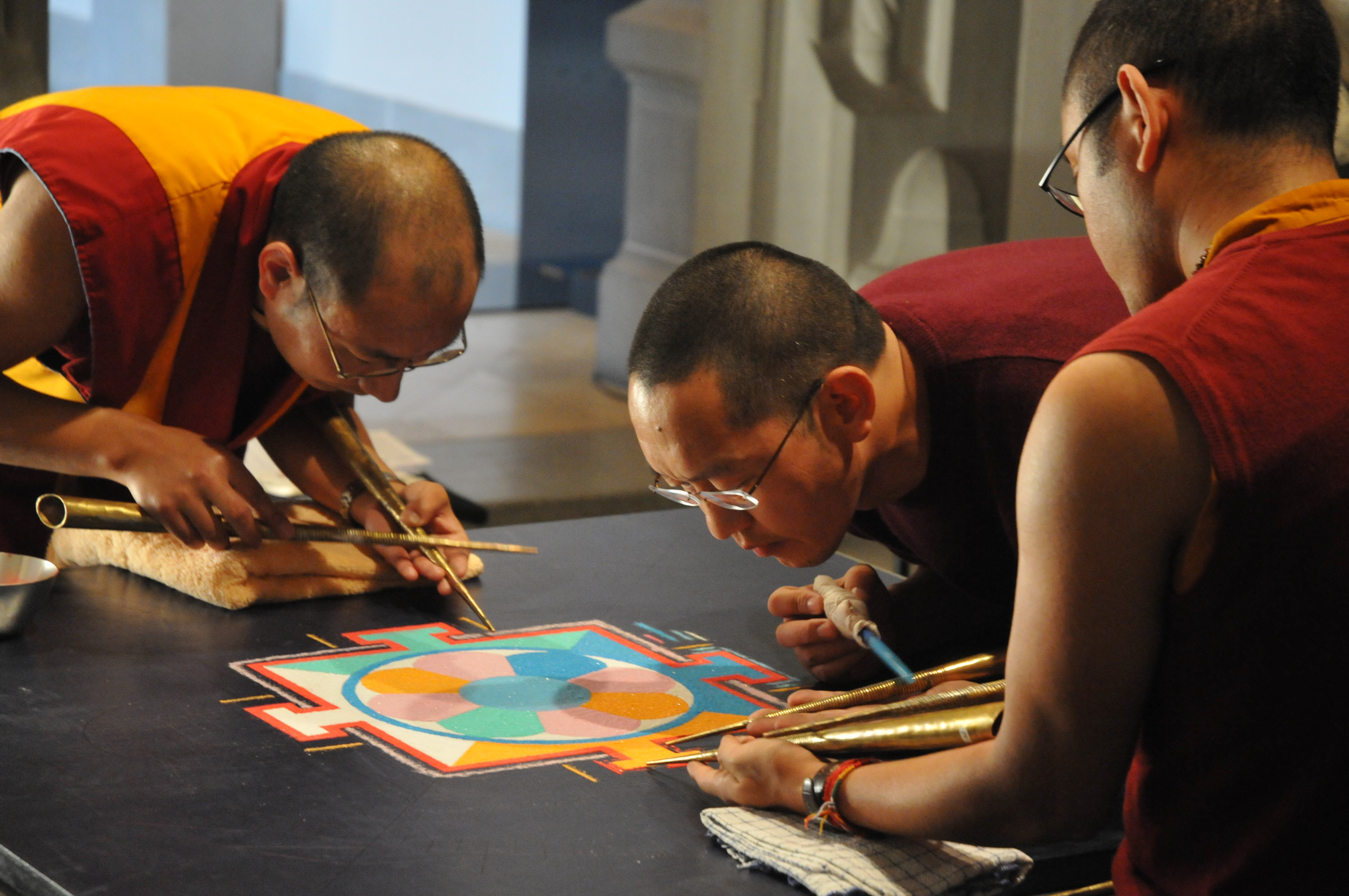
Călugări tibetani făcând o mandala temporară din nisip. Primăria Kitzbühel, Austria, 2002.
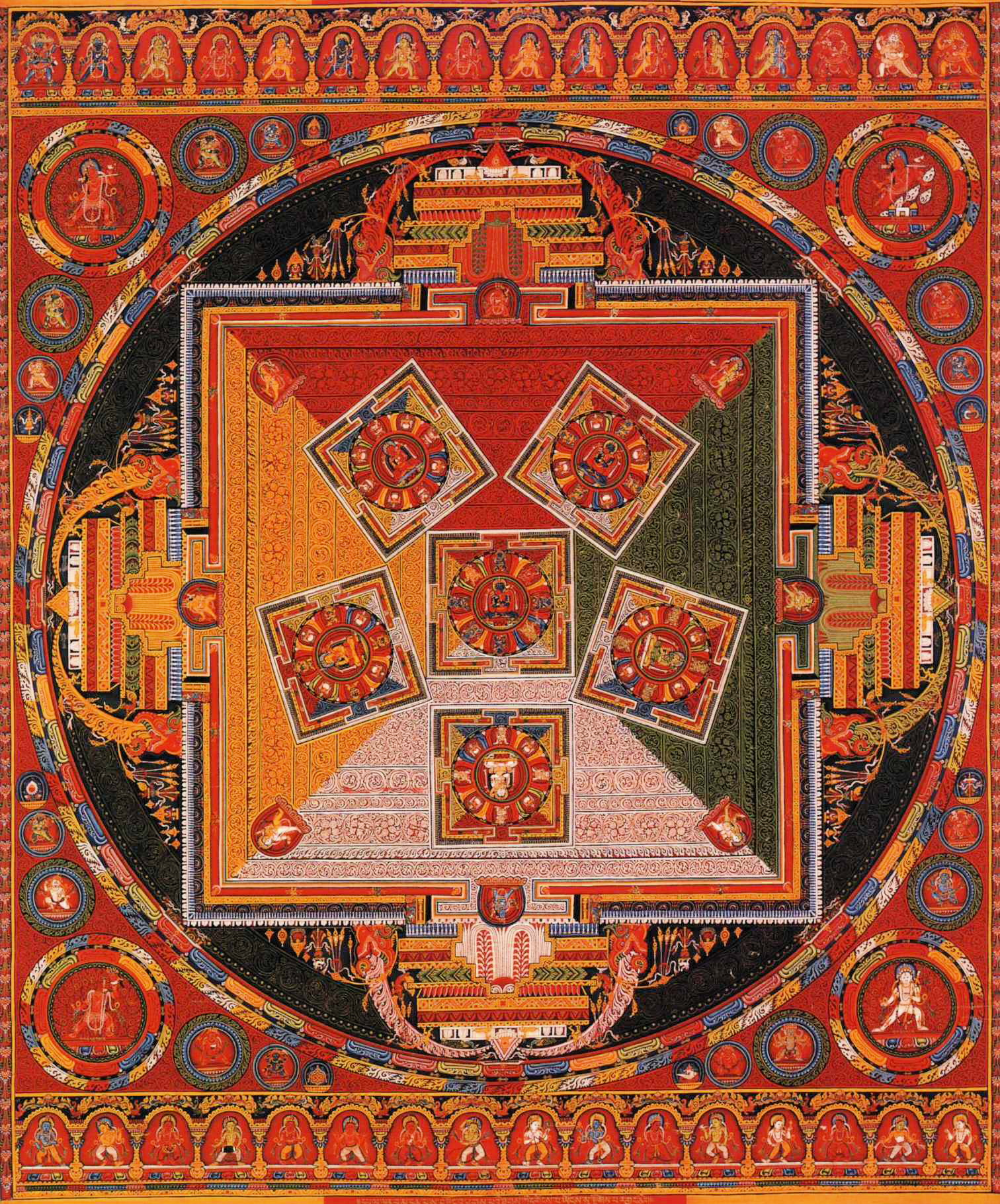
Mandala celor șase Chakravartin.
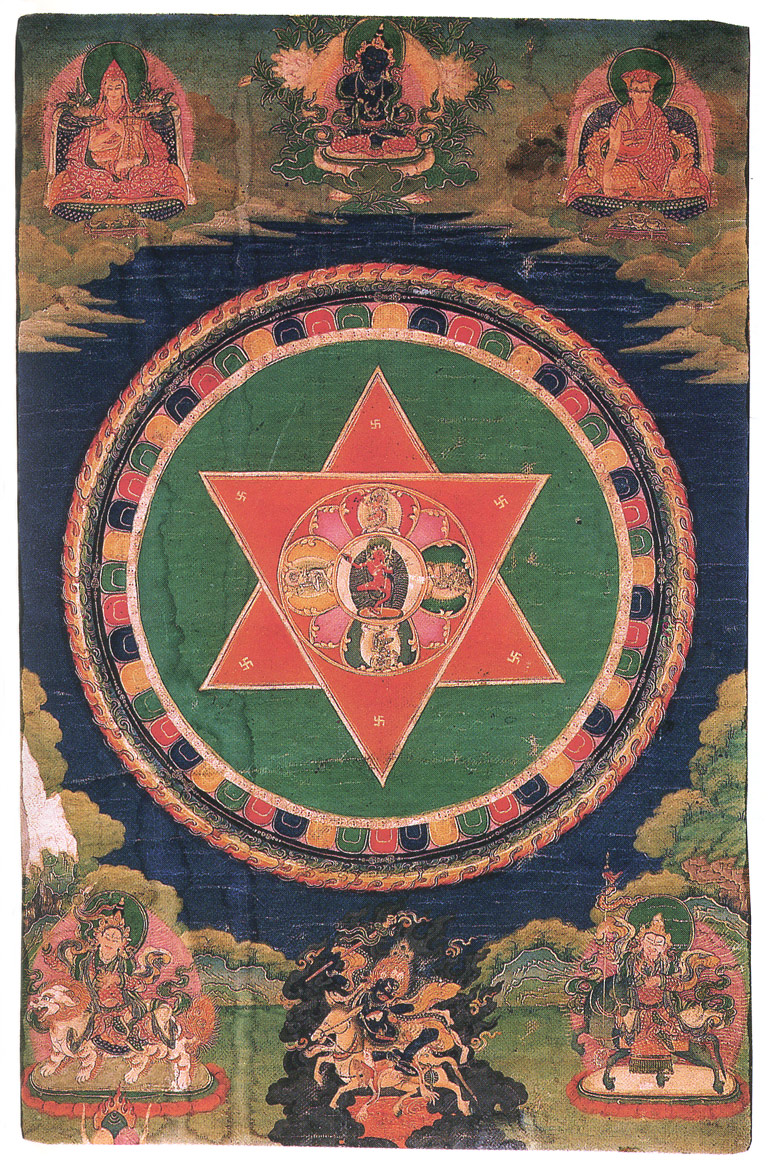
Mandala lui Vajravarahi.
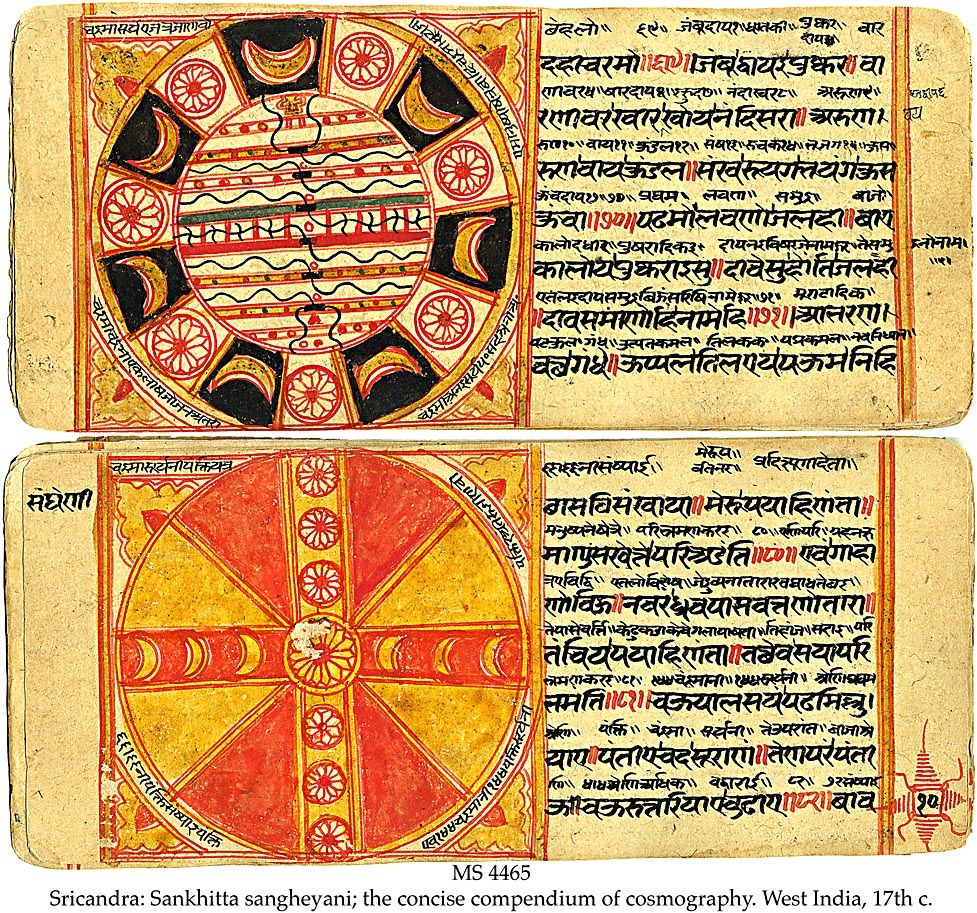
Diagrame și texte cosmologice jainiste.
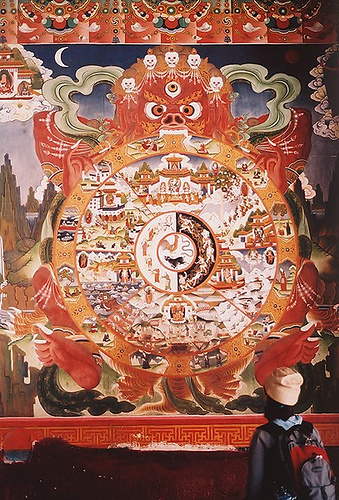
Mandala aflată în apropierea mănăstirii Tawang.
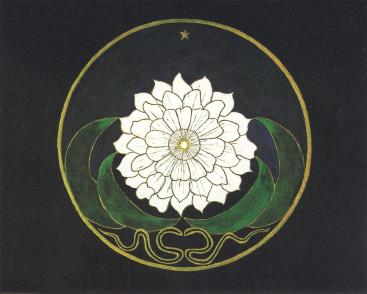
Mandala pictată de Carl Jung.